# روبرت تشابين
روبرت تشابين (بالإنجليزية: Robert Chapin)‏ مواليد 3 أبريل 1964 في ميامي، الولايات المتحدة، هو ممثل ومخرج ومنتج وكاتب سيناريو أمريكي درس في جامعة سنترال فلوريدا.

## الأعمال
- قاعدة بيانات الأفلام على الإنترنت
- الرمادي
- ليلة في المتحف 2
- واتشمن
- الرجل الحديدي
- كلوفرفيلد
- أربعة مذهلون: ظهور المتزلج الفضي
- ليلة في المتحف
- السرعة والغضب: قيادة طوكيو
- رجال-إكس: الوقفة الأخيرة

## وصلات خارجية
- روبرت تشابين على موقع IMDb (الإنجليزية)
- روبرت تشابين على موقع قاعدة بيانات الفيلم (الإنجليزية)

- الموقع الرسمي